# Valentim Fernandes
Valentim Fernandes (Morávia, c. 1450 — Lisboa, 1518 ou 1519), também conhecido por Valentim Fernandes Alemão ou Valentim Fernandes da Morávia, foi um impressor e tradutor germânico.

## Biografia
Fixou-se em Lisboa em 1495, onde residiu e trabalhou durante 23 anos, destacando-se como editor e tradutor de diversos textos clássicos, entre os quais o de Marco Polo e o Regimento Proveitoso contra a Pestenença.
Exerceu o seu ofício em sociedade, como por exemplo com o seu compatriota Nicolau de Saxónia, com João Pedro de Cremona (ou Buonhomini), com Hermão de Campos (ou Herman de Kempos) ou com Nicolau Gazini do Piomonte. Por ordem da Rainha D. Leonor, imprimiu, logo ao chegar, em 1495, em parceria com Nicolau da Saxónia a "Vita Christi" de Ludolfo de Saxónia, traduzido do latim por Frei Bernardo de Alcobaça e Nicolau Vieira. Seguiram-se outras edições, das quais se destaca, em 1510, uma versão em língua portuguesa dos "Evangelhos e Epístolas", compilação de textos religiosos por Guilherme de Paris e dirigidos ao clero, que o tipógrafo Rodrigo Álvares traduziu a partir de um texto impresso em Saragoça por Pablo Hurus. Em 1512-13 foi responsável pela impressão da primeira versão das Ordenações Manuelinas. Um projeto pioneiro que deu à luz o primeiro código impresso de leis em Portugal.
Em 1518 publicou o que se julga ser o seu último trabalho - o "Reportório dos Tempos". Presume-se que após a sua morte, em 1518 ou 1519, as suas caixas de tipos, prelos, gravuras e tarjas decorativas tenham sido vendidas pelos seus herdeiros ao impressor francês Germão Galharde, que em 1519, montou tipografia em Lisboa.
Correspondeu-se com diversos intelectuais e artistas, entre os quais Albrecht Dürer, Hieronymus Münzer e Mathias Ringmann (aliás Philesius Vogesigena, também tradutor e impressor como ele); particularmente ao último além disso geógrafo, enviou para Alemanha (então parte do Sacro Império Romano-Germânico) notícia dos descobrimentos portugueses.